# Brachiaria pubigera
Brachiaria pubigera là một loài thực vật có hoa trong họ Hòa thảo. Loài này được (Roem. & Schult.) S.T.Blake mô tả khoa học đầu tiên năm 1969.